# Amietia vandijki
Amietia vandijki е вид жаба от семейство Pyxicephalidae. Видът е незастрашен от изчезване.

## Разпространение
Разпространен е в Южна Африка (Западен Кейп).